# Eld ombord
Eld ombord (en suec Foc a bord) és una pel·lícula muda sueca del 1923 dirigida per Victor Sjöström.

## Sinopsi
Quan el capità de vaixell Jan Steen torna a casa després d'un llarg viatge troba que la seva esposa Ann-Britt és a casa amb Dick, un fracassat que busca ocupació. Com que havia estat pretendent de la seva esposa, gelós, Jan fa fora Dick de casa seva. Temps després, tots tres van a bord d'un vaixell que porta un carregament secret de dinamita.

## Repartiment
- Jenny Hasselquist - Ann-Britt Steen
- Matheson Lang - Jan Steen
- Victor Sjöström - Dick
- Ida Gawell-Blumenthal - La mare d'Ann-Britt
- Thecla Åhlander - La mare de Dick
- Julia Cederblad - Eulàlia, cosina de Dick
- Josua Bengtson - J.B. Roff, constructor de vaixells
- Maria di Zazzo - Lill-Britt, filla de Jan i Ann-Britt
- Nils Lundell - detectiu
- Arthur Natorp - cuiner a la goleta Framtiden
- Kurt Welin - mariner gros
- Erik Stocklassa - tripulant
- Brother Berger - tripulant
- Gustaf Salzenstein - tripulant
- Sven Quick - tripulant

## Producció
La pel·lícula es va estrenar el 5 de febrer de 1923 al cinema Röda Kvarn a Estocolm. La pel·lícula va ser rodada per J. Julius a Filmstaden Råsunda amb exteriors a bord de la goleta Jersö a Öregrund. L'explosió a bord de la goleta en relació amb el rodatge va ser més eficaç del previst i el vaixell realment es va enfonsar. La pel·lícula va resultar ser l'última pel·lícula muda sueca de Sjöström.